# مواد صلبة عالقة

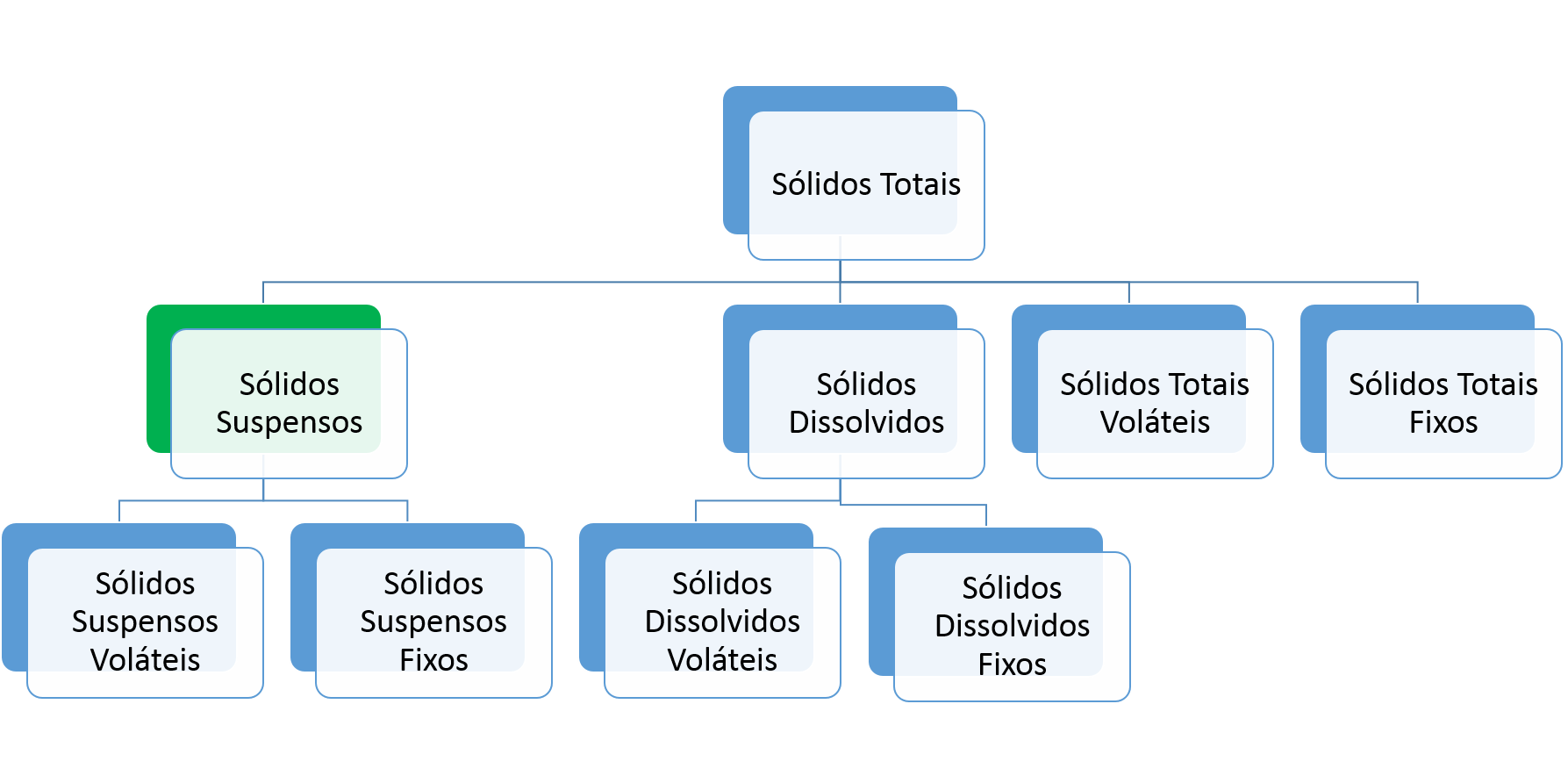

يشير تعبير المواد الصلبة العالقة إلى الجسيمات الصلبة الصغيرة التي تبقى عالقة في المياه كجسيمات غروانية أو بسبب حركة المياه. ويستخدم ذلك كأحد المؤشرات على جودة المياه.
تختصر المواد الصلبة العالقة أحيانًا إلى ص ع(SS)، ولكن لا ينبغي الخلط بينها وبين المواد الصلبة القابلة للترسيب, التي تختصر أيضًا إلى ص ق (SS), التي تسهم في سد أنابيب الصرف الصحي.

## الشرح
إن المواد الصلبة العالقة ذات أهمية حيث تحمل الملوثات والكائنات الدقيقة المسببة للأمراض على سطح الجسيمات. وكلما صغر حجم الجسيمات، ازدادت المساحة الإجمالية لكل وحدة كتلة للجسيم، وبذلك تزداد حمولة الملوثات التي يمكن حملها.

## الإزالة
تتم عادة إزالة المواد الصلبة العالقة من خلال استخدام الترسيب و/أو مرشحات المياه (عادة ما تكون على مستوى البلدية). وبإزالة معظم المواد الصلبة العالقة في المياه يتم في العادة استعادة جودة الماء كماء شرب لحد كبير. يلي ذلك التطهير لضمان أن الكائنات الدقيقة المسببة للأمراض العائمة بحرية أو الكائنات الدقيقة المسببة للأمراض المتبقية والمرتبطة بالمواد الصلبة الصغيرة العالقة غير فعالة.

## فعالية الترشيح
إن استخدام المرشح القماشي البسيط، المكون من الساري المطوي المصنوع من القطن، يقلل بشكل كبير من حمولة بكتيريا الكوليرا المتواجدة بالماء ومناسبة للاستخدام من قبل الأفراد الأشد فقرًا، وفي هذه الحالة، قد تُضاف وسيلة تكنولوجية مناسبة للتطهير، مثل تطهير المياه بالطاقة الشمسية.
الاستثناء الرئيسي من هذا التعميم هو تلوث المياه الجوفية بالزرنيخ, حيث إن الزرنيخ من الملوثات الخطيرة جدًا القابلة للذوبان وبالتالي لا تتم إزالته عند إزالة المواد الصلبة العالقة. وهذا يجعل من الصعب جدًا إزالته وإيجاد مصدر بديل للمياه هو غالبًا الخيار الأكثر واقعية.